# Sylwester Dawid Mirys
Sylwester Dawid Mirys (fr. Silvestre David Mirys, ur. 1750, zm. 23 listopada 1810 w Paryżu) – rysownik i miniaturzysta, syn aktywnego w Polsce malarza Augustyna Mirysa.

## Biografia
Urodził się prawdopodobnie w Dubiecku, w rodzinie polskiego malarza Augustyna Mirysa i Apolonii Holsztyńskiej w 1750 roku. W 1769 osiadł na stałe w Paryżu. W latach 1771–1775 uczęszczał do Królewskiej Akademii Malarstwa i Rzeźby, będąc uczniem Josepha-Marie Vieny. Rysował dla wydawców paryskich, był nauczycielem młodych książąt orleańskich, wykonywał dekoracje, m.in. latarnie magiczne oraz tzw. żywe obrazy. Był twórcą miniatur oraz malowanych gwaszem alegorii i portretów. Król Stanisław August obdarzył malarza tytułem barona 4 czerwca 1788. Mirys utrzymywał kontakty z Polską, rysował m.in. dla Izabeli Branickiej, siostry króla. W 1799 roku wydał Figures pour l’histoire de la République romaine. Zmarł w Paryżu 23 listopada 1810 roku.

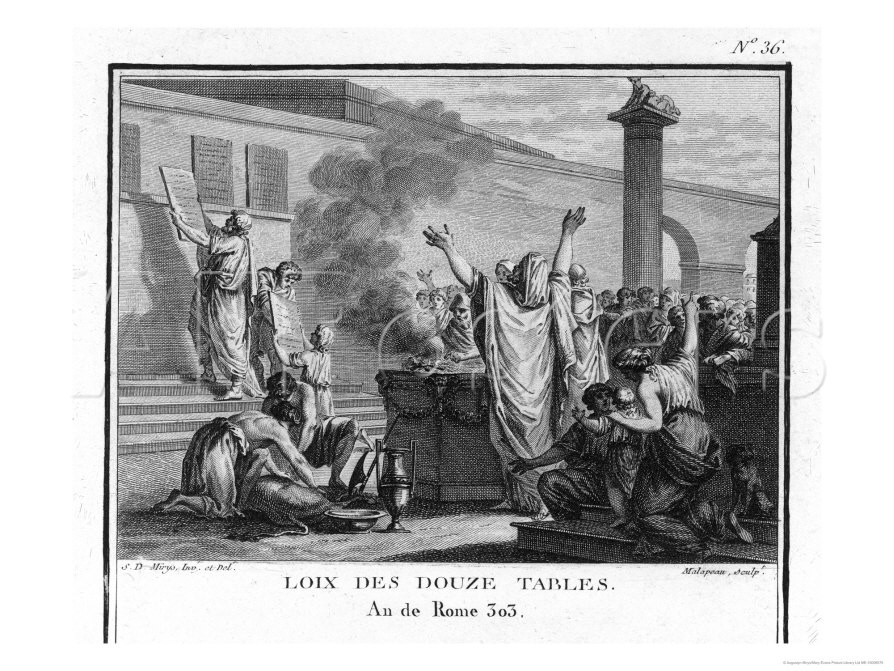
Ilustracja z ok. 1799
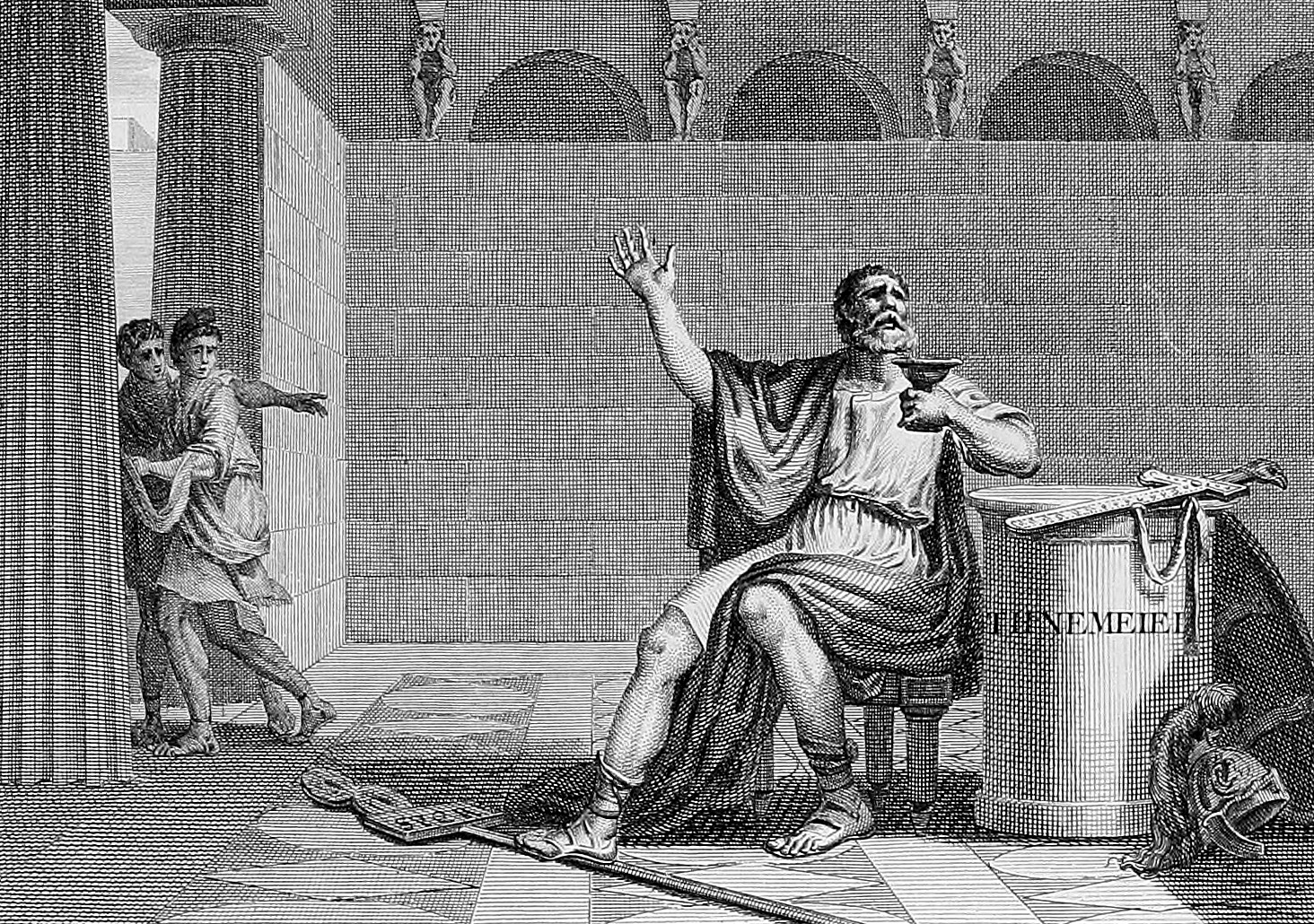
Ilustracja z ok. 1799
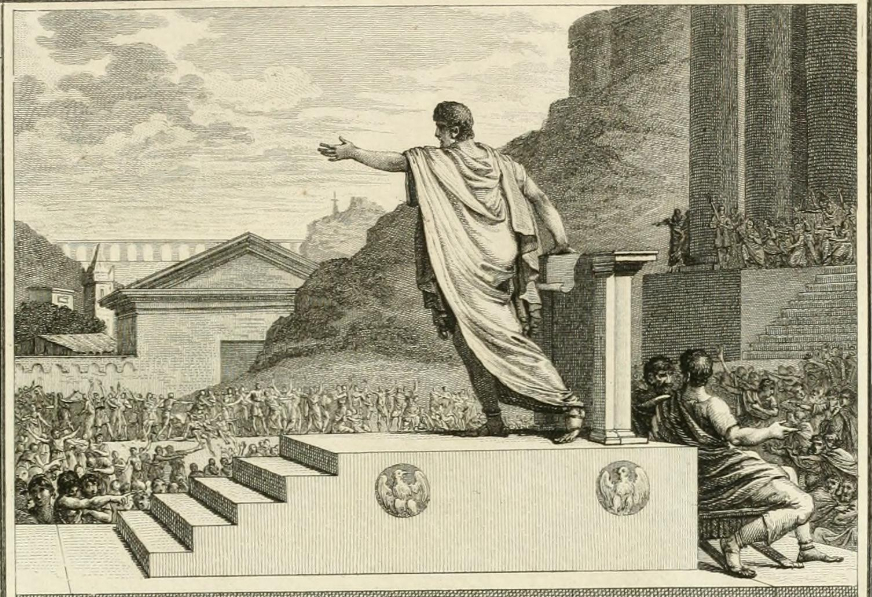
Ilustracja z ok. 1799
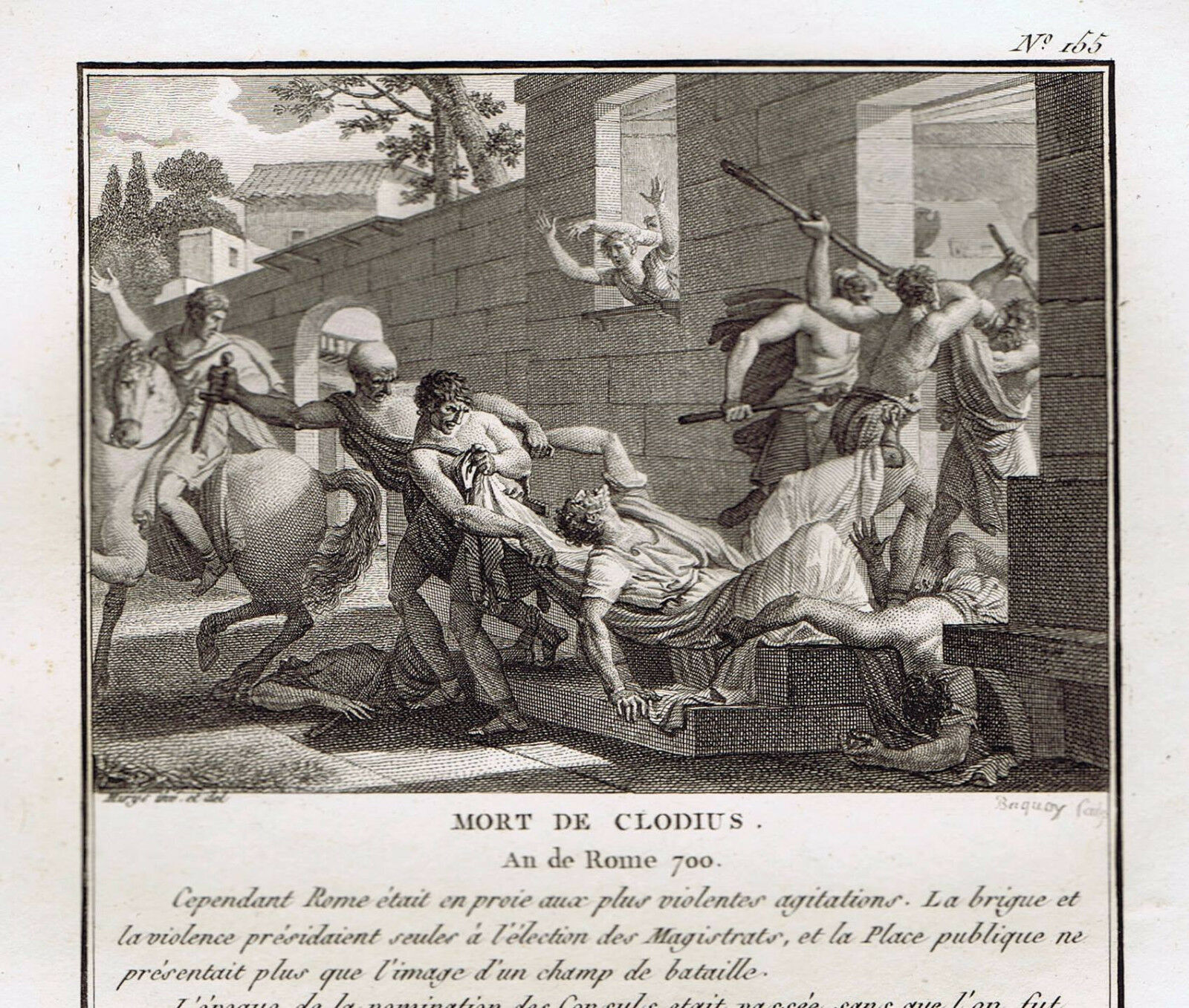
Ilustracja z ok. 1799
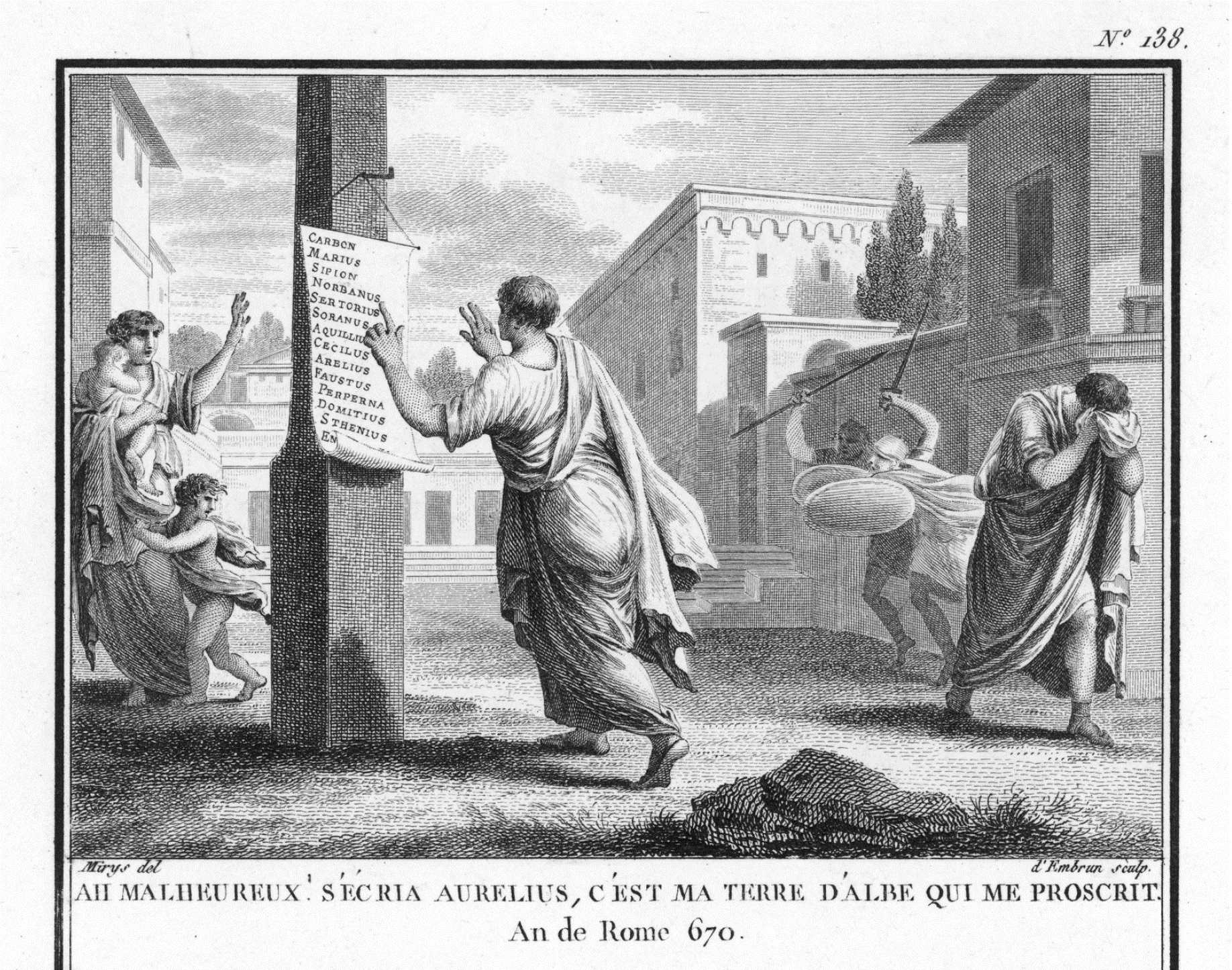
Ilustracja z ok. 1799
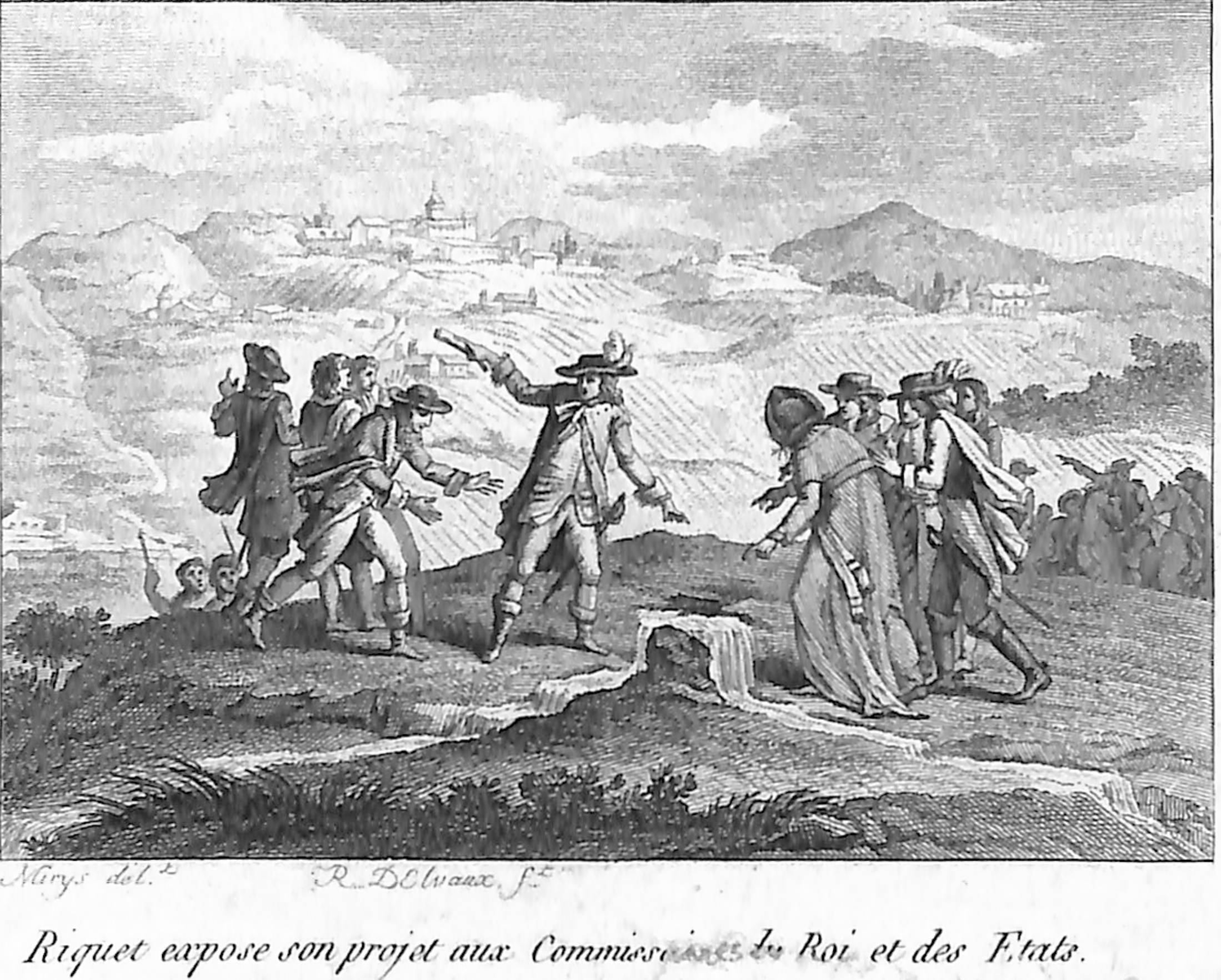
Ilustracja z ok. 1805